# Salto, Uruguay
Salto är den största staden i Uruguay utanför Montevideos storstadsområde. Det är huvudorten för departementet med samma namn som staden, Salto. Staden ligger på uruguaysidan av Uruguayfloden som utgör gräns mot Argentina. På andra sidan floden ligger Concordia och städerna är förbundna med Salto Grandebron. Den hade 104 028  invånare vid folkräkningen år 2011. I närheten finns varma källor och bad som håller en temperatur på 38 °C.